# Beatgeneration

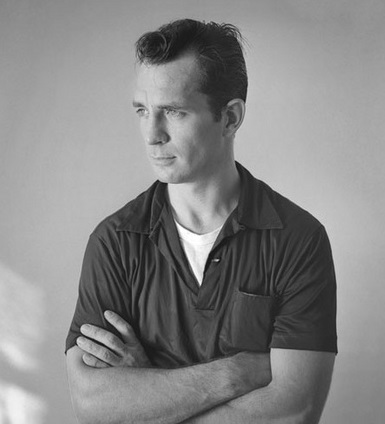
Jack Kerouac, ca. 1956

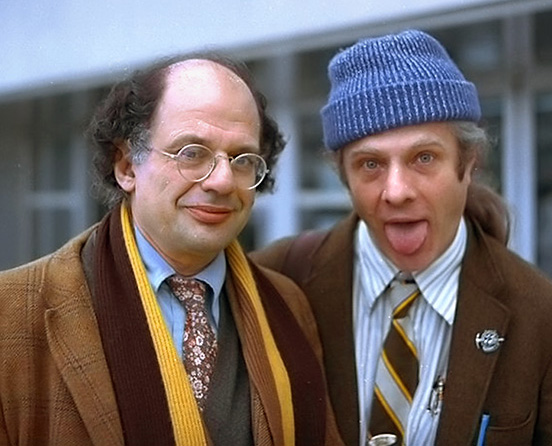
Allen Ginsberg en Peter Orlovsky, 1978

De beatgeneration of beatgeneratie omvat een klein aantal invloedrijke schrijvers uit de jaren 50 en 60 van de 20e eeuw en met name Jack Kerouac, die de term bedacht, Allen Ginsberg en William S. Burroughs vormden de harde kern. Zij ontmoetten elkaar in Manhattan in 1940 en brachten hun tijd door in het huis van Burroughs, dat al snel een ontmoetingsplaats werd voor ambitieuze jonge schrijvers. De dichters van de beatgeneration, zoals Ginsberg, worden ook weleens de 'Beat Poets' genoemd.
Andere schrijvers die met deze beweging worden geassocieerd zijn dichter Gregory Corso, straatartiest Herbert Huncke en Neal Cassady die de inspiratie was voor Kerouacs boek On the Road. De groep breidde zich verder uit en veel leden verhuisden naar San Francisco, alwaar ze Gary Snyder, Lawrence Ferlinghetti, Michael McClure, Philip Whalen en Lew Welch ontmoetten.
In de jaren vijftig waren ze nog apolitiek. Ze waren eerder op zoek naar een persoonlijke 'intensive experience'. Hierdoor hadden ze weinig impact op het sociaal-cultureel leven, maar kunnen wel als de voorlopers worden beschouwd van de revolutionaire generatie van de jaren zestig.
De dichters uit deze groep staan daarom ook wel bekend als de Beat Poets, al moet daarbij gezegd worden dat volgens sommigen die naam sloeg op de sterke ritmische poëzie die zij voordroegen. 
De term "beatnik" werd later de aanduiding voor een hele generatie jonge mensen die de levensstijl van de originele  ("beat"-)schrijvers trachtten na te volgen. De term Beatnik werd bedacht door Herb Caen in een artikel in de San Francisco Chronicle op 2 april 1958. Caen bedacht de term door het toevoegen van de Russische achtervoegsel -nik zes maanden na de lancering van de Russische Spoetnik I. Allen Ginsberg, belangrijk ideoloog en icoon van de beatgeneration maakte bezwaar tegen de term, omdat die een fabricage was van de media en de waarachtigheid van de beatgeneration sterk vertroebelde.